# Aurelian Titu Dumitrescu
Aurelian Titu Dumitrescu (n. 15 februarie 1956, Caracal, județul Olt) este poet, eseist, jurnalist român. A scris și publicat peste 50 de volume de poezie, eseuri despre literatură și artă plastică, precum și de publicistică. A fost apropiat de Nichita Stănescu, împreună au realizat volumul Antimetafizica, apărut în foileton în suplimentul literar al Scânteii Tineretului în 1983, având între coperte titlul complet Antimetafizica, Nichita Stănescu însoțit de Aurelian Titu Dumitrescu, la Editura Cartea Românească, în 1985.

## Biografie
Aurelian Titu Dumitrescu s-a născut la 15 februarie 1956, în Caracal (conform organizării administrativ teritoriale a României de la acea vreme, orașul Caracal era în raionul Caracal din Regiunea Oltenia). Locuia cu mama, Maria, din familia Chirca din satul Redea, și cu tatăl lui, Adrian, în casa bunicii paterne, Maria Epure.

## Studii
Aurelian Titu Dumitrescu a început să învețe la Școala „Filipescu” și a continuat din clasa a II-a la Școala generală nr. 2 din Caracal. La 15 ani, în 1971, Aurelian Titu Dumitrescu a reușit la examenul de admitere organizat de Liceul nr. 1 din Caracal, acum și înainte de 1947 cunoscut ca Liceul „Ioniță Assan”, absolvind în 1975.
În liceu, a publicat un reportaj în revista Facla.
În 1980, după o perioadă de cinci ani, în care a lucrat la Casa de Cultură a Municipiului Slatina și la Întreprinderea de Aluminiu Slatina, și-a reluat studiile: a reușit admiterea la Facultatea de Ziaristică din cadrul Academiei „Ștefan Gheorghiu”, și în 1984, a absolvit, susținându-și examenul de licență, cu teza „Simple observații asupra sincronismului și protocronismului”, la care l-a avut ca îndrumător de lucrare, din umbră, pe Nicolae Manolescu, oficial conducătorul de lucrare fiind Ion Cristoiu. În timpul facultății, a fost distins cu mai multe premii literare și de publicistică.

## Cariera profesională
Adrian Păunescu i-a schimbat repartiția angajându-l, cu dispensă de vechime, redactor de rubrică la revista Flacăra.
În 1985, Aurelian Titu Dumitrescu este mutat disciplinar la Rebus, apoi, în 1987, la Filatelia, unde, în 1988, a devenit secretar general de redacție.
În 1990, cu ocazia primei ședințe de primiri în Uniunea Scriitorilor dintr-o România liberă, dosarul său a fost susținut de Nicolae Manolescu și de Marin Sorescu, iar poetul a fost admis ca membru titular. Recomandările au fost semnate de: Cezar Baltag, Mircea Dinescu, Dan Grigorescu, Ion Gheorghe.
În martie 1990, i s-a propus direcția revistei Europa, pe care Aurelian Titu Dumitrescu a și înființat-o. Printre alții, publicau în paginile acesteia, în același timp, Nicolae Manolescu, Adrian Păunescu, Dan Grigorescu, Christian W. Schenk, Ion Gheorghe, Aurel Covaci, Cristian Popescu, Theodor Baconski. După două luni de zile, Aurelian Titu Dumitrescu a demisionat, și colaboratorii săi au părăsit paginile publicației.
În mai 1990, Cezar Baltag și Mircea Dinescu l-au invitat să lucreze, ca publicist comentator, la Viața Românească. În 1991, a fost avansat în postul de secretar general de redacție.
A mai fost redactor șef-adjunct la Viața Românească, funcție din care a demisionat.
Din aprilie 2000, a lucrat pe postul de consilier în cadrul Secției Asistență Religioasă a Ministerului Administrației și Internelor.
Din anul 2013, este inspector în cadrul Arhivelor Naționale.
Înainte de debutul editorial, a publicat în Limba și literatura pentru elevi, Cronica, Ramuri, Convorbiri literare, Familia, Îndrumătorul cultural, Flacăra, Cutezătorii, Săptămâna, Luceafărul, România literară.

## Distincții
În 2006, a fost decorat de către președinția României cu ordinul „Bărbăție și credință” în grad de ofițer, iar Ministerul Culturii i-a înmânat Brevetul „Excelență în cultură”.
În 1997, a primit Marele Premiu Ion Vinea, acordat de Uniunea Scriitorilor, Editura Ion Vinea și Casa de Cultură „Ion Vinea”, din Giurgiu, iar în 1998  Premiul Virgil Mazilescu.